# Mount Melbourne
Mount Melbourne je činná sopka v Antarktidě. Nachází se na pobřeží Rossova moře ve Viktoriině zemi, je vysoká 2 732 metrů nad mořem. Objevil ji v roce 1841 kapitán James Clark Ross a pojmenoval ji podle tehdejšího britského ministerského předsedy Williama Lamba, 2. vikomta z Melbourne.
Stratovulkán vytváří zdaleka viditelný osamělý kužel, jehož svahy jsou pokryty ledovcem. Ve vrcholových partiích se nacházejí nezaledněná lávová pole a v kráteru jsou aktivní fumaroly, mrznoucí sopečné plyny vytvářejí ledové věže. Část hory nad vrstevnicí 2200 m, která má rozlohu 6 km², byla na základě Antarktického smluvního systému vyhlášena zvlášť chráněnou oblastí, protože geotermální energie zde ohřívá půdu až na 42 °C a umožňuje tím růst vegetace i život prvoků (Corythion dubium). K poslední erupci Mount Melbourne došlo podle odhadů okolo roku 1750.